# Marie Paradis

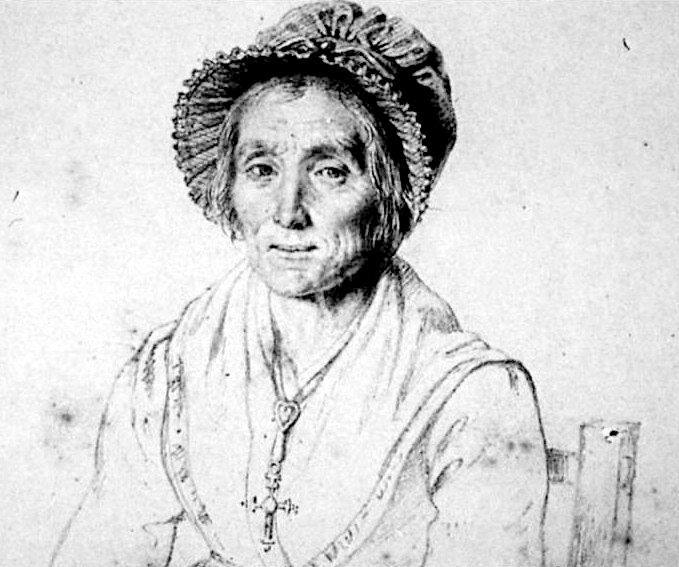
Marie Paradis

Marie Paradis (Chamonix Saint-Gervais-les-Bains, 1778 – 1839) è considerata la prima donna ad aver raggiunto la vetta del Monte Bianco.

## Biografia

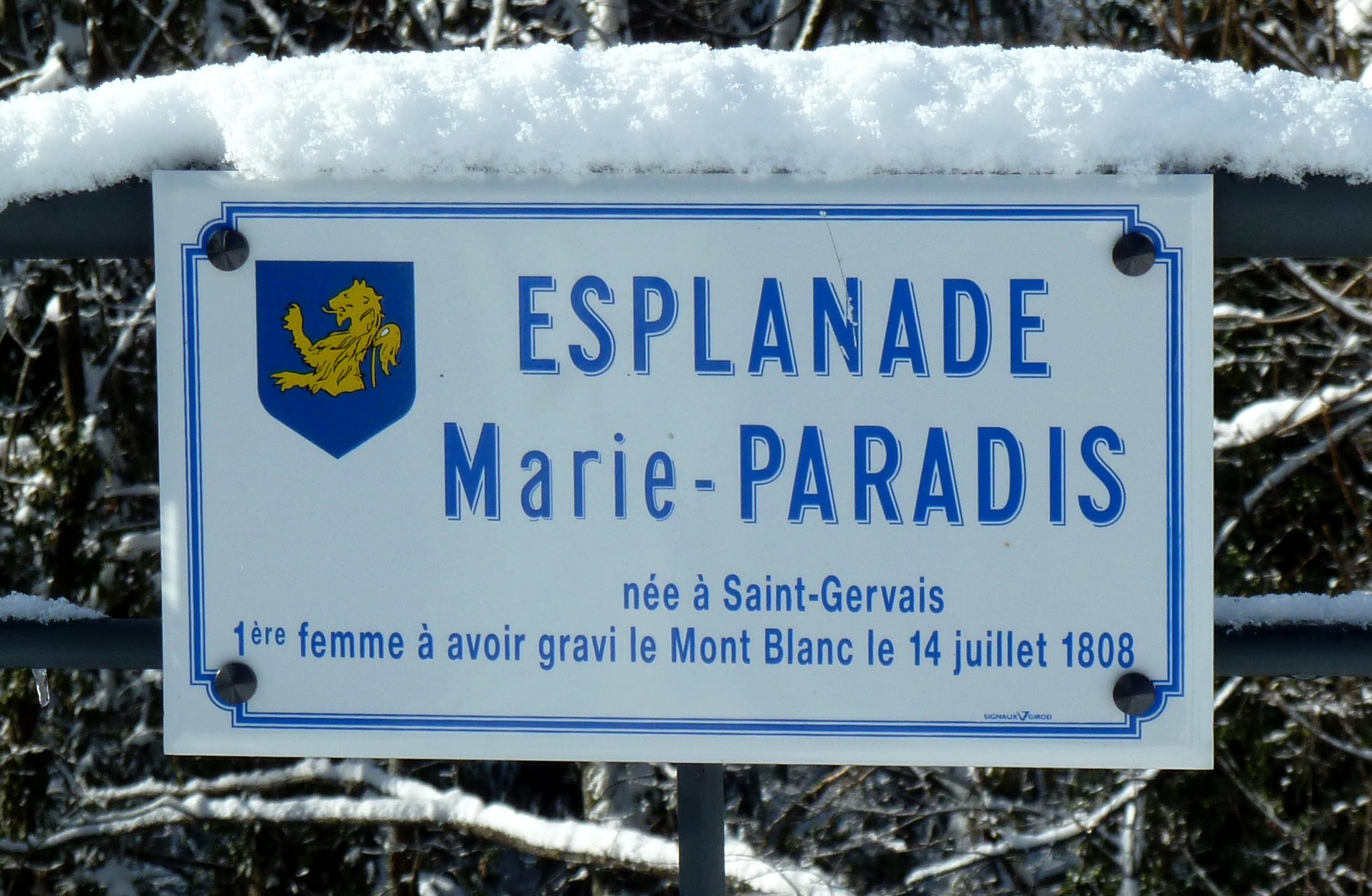
Targa a Saint-Gervais-les-Bains

Marie Paradis nacque probabilmente a Chamonix o nel vicino paese di Saint-Gervais-les-Bains, dove una targa ne rivendica i natali. Lavorava come cameriera a Chamonix ed era una buona camminatrice ma senza alcuna esperienza di alpinismo. Il 14 luglio 1808 accettò di unirsi ad un gruppo di scalatori guidati da Jacques Balmat, autore nel 1786 della prima scalata alla vetta del Monte Bianco, intenzionati a scalare la montagna. Balmat e i suoi compagni speravano di ottenere un po' di pubblicità portando per la prima volta una donna sulla cima del Monte Bianco e Paradis pensava che l'impresa le avrebbe fatto guadagnare qualche mancia dai suoi clienti alla locanda.
Non abituata alle ascensioni e a quelle altitudini, durante l'ultima parte della scalata Paradis era così esausta che dovette essere trascinata e portata in spalla dagli altri membri della spedizione. Faceva fatica a respirare e a parlare e le si appannò la vista tanto - come lei stessa raccontò in seguito - da chiedere di essere buttata in un crepaccio e abbandonata. Grazie all'aiuto dei suoi compagni di scalata riuscì però a raggiungere la vetta e a ridiscendere a valle ed è ricordata come la prima donna ad aver raggiunto la sommità del Monte Bianco.
In seguito Paradis riprese il suo lavoro come cameriera e non compì altre scalate, ma venne soprannominata Marie du Mont Blanc. A lei sono state dedicate una scuola a Saint-Gervais-les-Bains, la passeggiata che costeggia il fiume a Chamonix, una strada a Valence e La Roche-sur-Yon, un vicolo ad Annecy, una palestra a Parigi e una a Blainville-sur-Orne.
Trenta anni più tardi, nel 1838, Henriette d'Angeville ripeté la sua impresa riuscendo però a raggiungere la vetta della montagna con le proprie forze ed essendo perciò considerata la prima donna ad avere realmente scalato il Monte Bianco.